# Vasco Pratolini

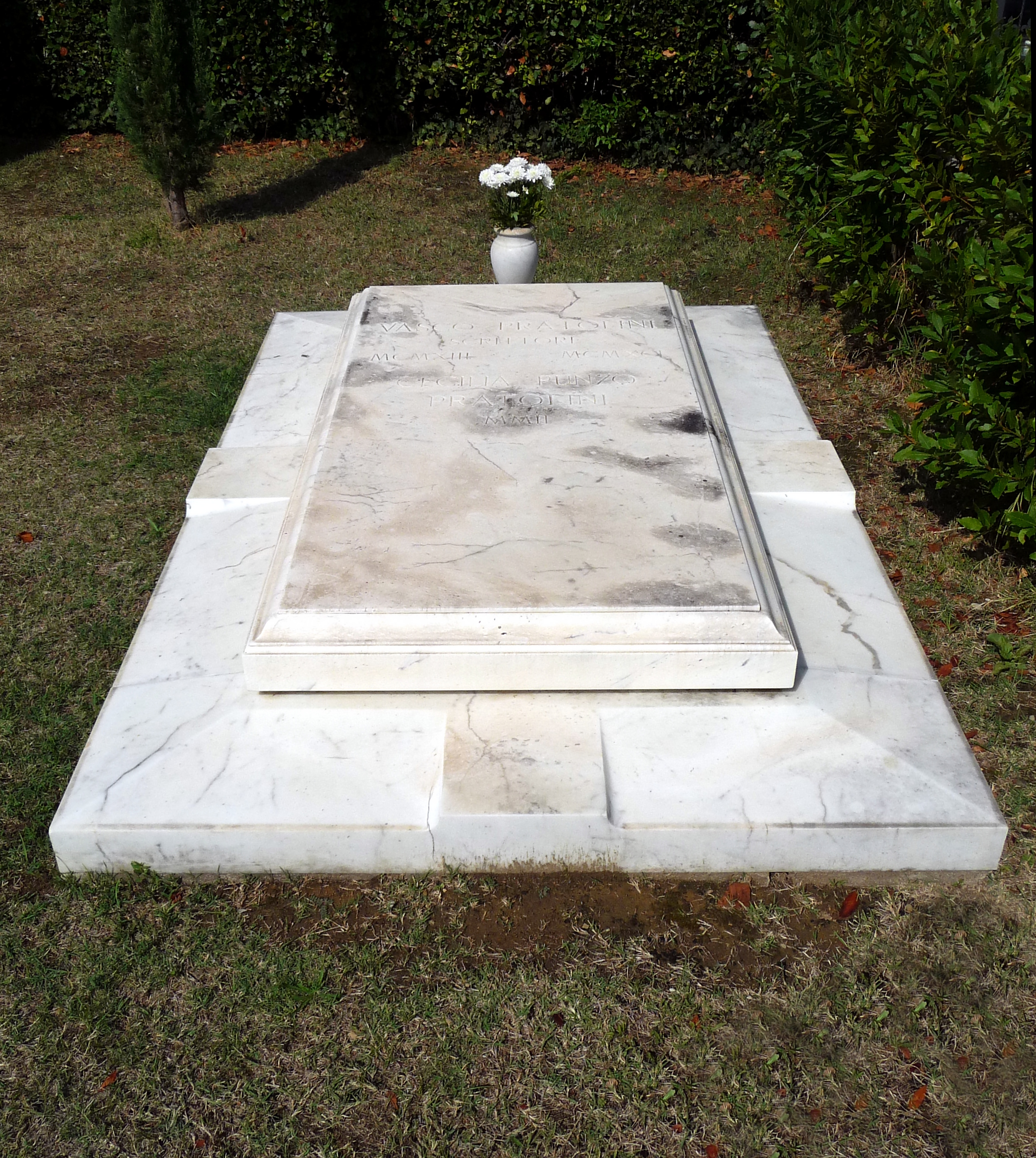
Tumba de Pratolini en Florencia

Vasco Pratolini (Florencia, 19 de octubre de 1913 - Roma, 12 de enero de 1991) fue uno de los más relevantes escritores del siglo XX en Italia. 
Junto a Alberto Moravia, Italo Calvino, Elio Vittorini y Cesare Pavese es uno de los iniciadores del neorrealismo. En 1955 mereció el Premio Viareggio por Metello además del premio Feltrinelli de la Academia Italiana y el Premio Marzotto.

## Esbozo biográfico

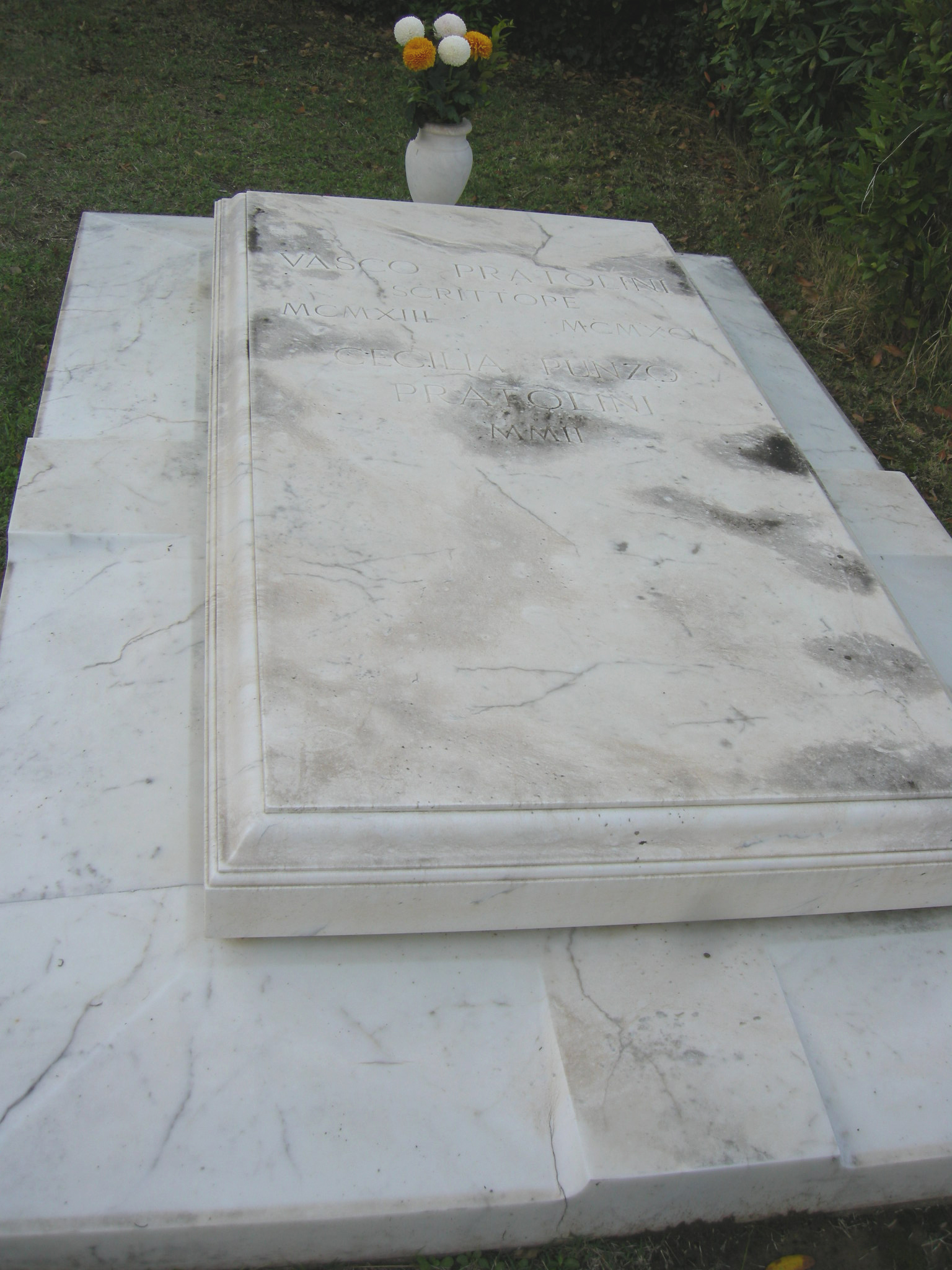
Cementerio de la Puerta Santa, tumba de Vasco Pratolini

Nació en Florencia en el seno de una familia humilde. La madre murió en 1918 mientras su padre estaba en la guerra, y tuvo que irse a vivir con sus abuelos. A los 12 años se trasladó a vivir a Via del Corno, calle que se convertiría en la protagonista de una de sus principales novelas. Trabajó como vendedor ambulante, en bares y como tipógrafo. 
Básicamente autodidacta, entró en el mundo de las letras gracias a su relación con Elio Vittorini en el periódico Il Bargello. Ávido lector, aprovechó su confinamiento en un hospital (sufrió de tuberculosis) entre 1935 y 1937 para dedicarse a la lectura, la experiencia en el nosocomio quedó registrada en su obra Taccuino del Convalescente. En 1938 fundó junto a Alfonso Gatto la revista Campo di Marte, que fue cerrada por el gobierno fascista nueve meses después.
En 1939 se trasladó a Roma donde trabajó en el Ministerio de Educación.  En 1941 se casó, y publicó su primer libro Il tappeto verde. En 1943 participó en la resistencia italiana contra la ocupación alemana con el nombre de Rodolfo Casati, experiencia que relató en la obra Mi corazón en Puente Milvio (Il mio cuore a Ponte Milvio). Tras la liberación se instaló en Milán donde trabajó como periodista en “La Settimana” y dio clases en el Istituto d'Arte
Después de la guerra se mudó a Nápoles donde desarrolló una intensa actividad periodística como corresponsal de los periódicos Milano Sera y especialmente Paese Sera. En 1951 se trasladó a Roma donde formó parte del neorrealismo cinematográfico italiano; escribió más de veinte guiones entre ellos el de Rocco y sus hermanos (junto a Suso Cecchi d'Amico) de Luchino Visconti, Paisá de Roberto Rossellini entre otros y en 1954 y 1961 el director Valerio Zurlini filmó sus novelas Crónica familiar y Las muchachas de San Frediano. 
En 1964 fue nominado al Oscar por su guion de Cuatro días en Nápoles de Nanni Loy con Regina Bianchi, Pupella Maggio y Gian Maria Volonté.
Mauro Bolognini filmó su novela Metello con guion de Suso Cecchi d'Amico y música de Ennio Morricone en 1970 protagonizada por Massimo Ranieri, Ottavia Piccolo y Lucia Bosè
En sus obras hay sitio para elementos autobiográficos y para la descripción de ambientes y situaciones de la gente humilde, especialmente de la zona de Florencia. Su estilo es simple y se adapta de ese modo al tema que trata.

## Obras
Entre sus obras más importantes se cuentan: Crónica familiar (1947), Crónicas de pobres amantes (1947), Las muchachas de Sanfrediano (1948), Metello. (1955), Alegoría y escarnio.
En Crónica familiar, muy personal, Pratolini describe la relación afectiva con su hermano. Se separaron siendo muy pequeños, y a su hermano lo educó un mayordomo que le inculcó una educación muy severa y lo trataba con distancia, a pesar de que sentía cariño por él. Los hermanos se reencuentran al cabo de los años y mantuvieron una estrecha relación afectiva. En el libro, la descripción de la relación afectiva del autor con su hermano y con el resto de sus familiares ocupa un lugar destacado, uniendo elementos autobiográficos con la transformación literaria de los acontecimientos reales.
Las muchachas de Sanfrediano (Le ragazze di Sanfrediano) narra la historia de un barrio popular de Florencia en el que viven desde hace generaciones una serie de muchachas bravas y decididas. Poco tiempo después de la guerra todas están enamoradas de un antiguo partisano, Bob (apodo que le viene por su parecido al actor de moda en la época, Robert Taylor), un gallo de corral quien a su vez las trata como si fueran aves de su propio gallinero. La novela se centra en la venganza de las bravas muchachas de Sanfrediano, despechadas por la falta de definición sentimental de Bob.
Crónicas de pobres amantes (Cronache di poveri amanti) es una obra maestra del neorrealismo italiano. Está ambientada en 1925 y 1926 en Via del Corno, modélica calle proletaria de Florencia situada entre Palazzo Vecchio y Santa Croce.  A través de las historias de sus humildes habitantes se nos muestran problemas sociales y políticos de la Italia de los primeros años del fascismo. La propia calle, a su vez, se convierte en protagonista, ya que cada acontecimiento que tiene lugar dentro y fuera de ella, se convierte de motivo de conversación, rivalidad, preocupación o inquietud. Con esta obra Vasco Pratolini obtuvo el premio Libero Stampa en 1947; marcó el inicio de su notoriedad como escritor tanto en Italia como en el extranjero.
Metello cuenta la historia de Metello Salani, un huérfano educado por campesinos que se traslada a Florencia en busca de trabajo. Participa en huelgas y en el movimiento socialista desde 1875. Paralelamente se narran las vivencias afectivas del protagonista, que acaba casado con Ersilia.
La extensa Alegoría y escarnio es una especie de introspección del protagonista, que hace trilogía (Una historia italiana), con Metello (proletariado urbano), y con Lo scialo (la pequeña burguesía en tiempos del fascismo). En esta novela, Alegoría y escarnio, prosigue la perspectiva íntima iniciada en La constancia de la razón, para hacer un balance personal proyectado sobre la historia.
- Il tappeto verde, 1941: El mantel verde
- Via de' magazzini, 1941: Fuera de las tiendas
- Le amiche, 1943: Las amigas, Buenos Aires, Siglo Veinte, 1972.
- Il quartiere, 1943: El barrio
- Cronaca familiare, 1947: Crónica familiar, Barcelona, Plaza & Janés, 1993, ISBN 978-84-01-42632-2
- Cronache di poveri amanti, 1947: Crónica de pobres amantes, Barcelona, Plaza & Janés, 1994, ISBN 978-84-01-42631-5
- Diario sentimentale, 1947: Diario sentimental
- Un eroe del nostro tempo, 1947: Un héroe de nuestro tiempo
- Le ragazze di San Frediano, 1949: Las muchachas de Sanfrediano, Madrid, Impedimenta, 2013, ISBN 978-84-15578-90-1
- La domenica della povera gente, 1952: El domingo de la gente pobre
- Lungo viaggio di natale, 1954: Largo viaje de navidad
- Metello, 1955: Metello, Barcelona, Plaza & Janés, 1995, ISBN 978-84-01-42633-9
- Lo scialo, 1960
- La costanza della ragione, 1963: La constancia de la razón, Barcelona, Seix Barral, 1965 ISBN 978-84-322-1873-6
- Allegoria e derisione, 1966: Alegoría y escarnio, Buenos Aires, Siglo Veinte, 1968
- La mia città ha trent'anni, 1967: Mi ciudad tiene treinta años
- Il mannello di Natascia, 1985: La gavilla de Natascia
- Epistolario con Alessandro Parronchi, vol I, 1992
- Epistolario con Alessandro Parronchi, vol II, 1996

## Premios y distinciones
Premios Óscar
| Año  | Categoría                        | Película                   | Resultado |
| ---- | -------------------------------- | -------------------------- | --------- |
| 1964 | Mejor argumento y guion original | Los cuatro días de Nápoles | Nominado  |